# Симинівка
Симинівка — село в Україні, у Вовчанській міській громаді Чугуївського району Харківської області. Населення становить 331 осіб. До 2020 орган місцевого самоврядування — Симинівська сільська рада.

## Географія
Село Симинівка знаходиться за 2 км від лівого берега Печенізького водосховища (річка Сіверський Донець), примикає до села Лиман. Через село проходить автомобільна дорога Т 2104. За 7 км знаходиться залізнична станція Гарбузівка. Між водосховищем і селом розташований сосновий ліс.

## Історія
1730 — вперше згадується, як село Ільмень.
1928 — перейменоване в село Червоноармійське Перше.
Село постраждало внаслідок геноциду українського народу, проведеного урядом СССР в 1932—1933 роках, кількість встановлених жертв — 179 людей.
2006 — перейменоване в село Симинівка.
12 червня 2020 року, відповідно до Розпорядження Кабінету Міністрів України  № 725-р «Про визначення адміністративних центрів та затвердження територій територіальних громад Харківської області», увійшло до складу Вовчанської міської громади.
19 липня 2020 року, в результаті адміністративно-територіальної реформи та ліквідації Вовчанського району, село увійшло до складу Чугуївського району.

## Населення
Згідно з переписом УРСР 1989 року чисельність наявного населення села становила 344 особи, з яких 147 чоловіків та 197 жінок.
За переписом населення України 2001 року в селі мешкали 332 особи.

### Мова
Розподіл населення за рідною мовою за даними перепису 2001 року:
| Мова       | Відсоток |
| ---------- | -------- |
| українська | 93,35 %  |
| російська  | 6,65 %   |

## Економіка
- В селі є свинячо-товарна ферма.
- Дитячий оздоровчий табір «Барвінок».

## Об'єкти соціальної сфери
- Школа.
- Вовчанський міжшкільний навчально-виробничий комбінат.

## Відомі люди
Уродженцем села є Шип Пантелій Семенович (1918—1944) — учасник миколаївського десанту, Герой Радянського Союзу.